# جایی در آفتاب
جایی در خورشید (ایتالیایی: Un posto al sole) یک مجموعهٔ تلویزیونی ایتالیایی است که از سال ۱۹۹۴ تا کنون در حال پخش است.

## بازیگران
- جانفرانکو ترین
- فاتیما تروتا
- آنتونیو پنارلا
- سرجو دی جولیو
- فرانچسکو آکوارولی
- پائولو بولیونی
- والریا فلوره
- کریستیانا دل‌آنا
- ماریو مرولا
- لاوینیا گولیلمان
- جولیا دی کوئیلیو
- لودوویکا کوملو
- ماریا ترسا روسا
- فرانچسکا موتسیو
- مارینه گالستیان
- سارگیس گالستیان
- انتسو دکارو
- کلوتیلده اسپوزیتو
- میریام کاندورو
- دورا رومانو
- جوزپه دِ رُزا
- رُزا پیانتا
- ماسیمو سارکیه‌لی
- کونان اوبراین (بازیگر مهمان در نقشی کوتاه)[۱]